# Geilaris
Geilaris (scritto anche Geilarith; in vandalo: Geîlaris, in latino: Geilaris, in greco: Γείλαρης; 451 – 483) era il figlio più giovane del principe Gentone. Geilaris era il nipote del re Genserico ed era lui stesso il padre dell'ultimo re vandalo, Gelimero.

## Biografia
Geilaris nacque nel 451, in Nordafrica.
Membro della famiglia reale vandala degli Asdingi, è il padre di Gelimero, Ammato e Zazo, e l'ultimo re dei Vandali e degli Alani d'Africa.
Morì nel 483.